# Francesco Carlo di Auersperg
Francesco Carlo di Auersperg, III principe di Auersperg (Vienna, 22 novembre 1660 – Pischelsdorf am Engelbach, 6 novembre 1713), fu principe di Auersperg dal 1705 fino alla sua morte.

## Biografia
Francesco Carlo era figlio del principe Giovanni Weikhard di Auersperg e di sua moglie, la contessa Maria Katharine von Losenberg. Suo fratello era Giovanni Ferdinando di Auersperg, II principe di Auersperg.
Carlo Francesco di Auersperg, come secondogenito, decise di intraprendere la carriera militare e raggiunse il grado di capitano dell'esercito imperiale a soli 20 anni. Dopo l'Assedio di Vienna del 1683, fu lui a portare la notizia che la capitale era stata salvata all'imperatore Leopoldo I. All'assedio di Bihać, ebbe una disputa con un superiore della dinastia ungherese dei Batthyány che portò al suo temporaneo ritiro dalle truppe del principe Eugenio di Savoia. Portò ad un ulteriore fallimento disattendendo un ordine dello stesso principe Eugenio nel corso della Battaglia di Luzzara nella campagna italiana della guerra di successione spagnola del 1702.
Negli ultimi anni della sua carriera militare, fu per diverse volte colonnello tesoriere dell'esercito imperiale, governatore di Karlovac e venne infine promosso al grado di Feldzeugmeister.
Nel 1705 succedette a suo fratello Giovanni Ferdinando come principe di Auersperg e duca di Münsterberg, rappresentando poi in quell'anno l'imperatore al Congresso dei Principi di Slesia. Morì nel 1713.

## Matrimonio e figli
Carlo Francesco di Auersperg sposò nel 1685 la contessa Maria Theresia von Rappach (1660–1741). La coppia ebbe insieme sei figli:
- Maria Eleonora di Auersperg (1686-1686)
- Francesco Antonio di Auersperg (1688-1688)
- Maria Anna di Auersperg (1690–1725)
- Maria Francesca di Auersperg (1691–1725), sposò il conte Johann Joseph von Breuner
- Leopoldo di Auersperg (1694–1704)
- Enrico Giuseppe di Auersperg (1697–1783), IV principe di Auersperg

## Albero genealogico
|                                                         |                                   |                                                                    | Genitori                               |  |  | Nonni |  |  | Bisnonni                                        |  |  | Trisnonni                                       |  |
|                                                         |                                   |                                                                    |                                        |  |  |       |  |  | Christoph II von Auersperg, barone di Auersperg |  |  | Herward VIII von Auersperg, barone di Auersperg |  |
|                                                         |                                   |                                                                    |                                        |  |  |       |  |  | Christoph II von Auersperg, barone di Auersperg |  |  | Herward VIII von Auersperg, barone di Auersperg |  |
|                                                         |                                   | Christiane Marie Regine von Spaur und Flavon                       |                                        |  |  |       |  |  | Christoph II von Auersperg, barone di Auersperg |  |  |                                                 |  |
| Dietrich II von Auersperg, conte di Auersperg           |                                   |                                                                    |                                        |  |  |       |  |  | Christoph II von Auersperg, barone di Auersperg |  |  |                                                 |  |
|                                                         |                                   | Anna von Maltzan                                                   | …                                      |  |  |       |  |  |                                                 |  |  |                                                 |  |
|                                                         |                                   | Anna von Maltzan                                                   | …                                      |  |  |       |  |  |                                                 |  |  |                                                 |  |
|                                                         |                                   | Anna von Maltzan                                                   | …                                      |  |  |       |  |  |                                                 |  |  |                                                 |  |
| Giovanni Weikhard di Auersperg, I principe di Auersperg |                                   | Anna von Maltzan                                                   |                                        |  |  |       |  |  |                                                 |  |  |                                                 |  |
|                                                         |                                   | Cosmos Gall von Gallenstein                                        | …                                      |  |  |       |  |  |                                                 |  |  |                                                 |  |
|                                                         |                                   | Cosmos Gall von Gallenstein                                        | …                                      |  |  |       |  |  |                                                 |  |  |                                                 |  |
|                                                         |                                   | Cosmos Gall von Gallenstein                                        | …                                      |  |  |       |  |  |                                                 |  |  |                                                 |  |
| Sidonie Gall von Gallenstein                            |                                   | Cosmos Gall von Gallenstein                                        |                                        |  |  |       |  |  |                                                 |  |  |                                                 |  |
|                                                         |                                   | Felizitas Hofer von Tibein                                         | …                                      |  |  |       |  |  |                                                 |  |  |                                                 |  |
|                                                         |                                   | Felizitas Hofer von Tibein                                         | …                                      |  |  |       |  |  |                                                 |  |  |                                                 |  |
|                                                         |                                   | Felizitas Hofer von Tibein                                         | …                                      |  |  |       |  |  |                                                 |  |  |                                                 |  |
| Francesco Carlo di Auersperg, III principe di Auersperg |                                   | Felizitas Hofer von Tibein                                         |                                        |  |  |       |  |  |                                                 |  |  |                                                 |  |
|                                                         | Johann Maximilian von Herberstein | Bernhardin von Herberstein                                         |                                        |  |  |       |  |  |                                                 |  |  |                                                 |  |
|                                                         | Johann Maximilian von Herberstein | Bernhardin von Herberstein                                         |                                        |  |  |       |  |  |                                                 |  |  |                                                 |  |
|                                                         | Johann Maximilian von Herberstein | Margaretha von Valmarana                                           |                                        |  |  |       |  |  |                                                 |  |  |                                                 |  |
| Johann Maximilian von Herberstein                       | Johann Maximilian von Herberstein |                                                                    |                                        |  |  |       |  |  |                                                 |  |  |                                                 |  |
|                                                         |                                   | Eleonora Katharina Breunner                                        | Hans Jakob Breunner                    |  |  |       |  |  |                                                 |  |  |                                                 |  |
|                                                         |                                   | Eleonora Katharina Breunner                                        | Hans Jakob Breunner                    |  |  |       |  |  |                                                 |  |  |                                                 |  |
|                                                         |                                   | Eleonora Katharina Breunner                                        | Renate Magdalena von Preysing          |  |  |       |  |  |                                                 |  |  |                                                 |  |
| Anna Maria von Herberstein                              |                                   | Eleonora Katharina Breunner                                        |                                        |  |  |       |  |  |                                                 |  |  |                                                 |  |
|                                                         |                                   | Johann Sigismund von Thun und Hohenstein, conte di Thun-Hohenstein | Johann Cyprian von Thun und Hohenstein |  |  |       |  |  |                                                 |  |  |                                                 |  |
|                                                         |                                   | Johann Sigismund von Thun und Hohenstein, conte di Thun-Hohenstein | Johann Cyprian von Thun und Hohenstein |  |  |       |  |  |                                                 |  |  |                                                 |  |
|                                                         |                                   | Johann Sigismund von Thun und Hohenstein, conte di Thun-Hohenstein | Anna Maria von Preysing                |  |  |       |  |  |                                                 |  |  |                                                 |  |
| Anna Magdalena von Thun und Hohenstein                  |                                   | Johann Sigismund von Thun und Hohenstein, conte di Thun-Hohenstein |                                        |  |  |       |  |  |                                                 |  |  |                                                 |  |
|                                                         |                                   | Anna Margareta von Wolkenstein                                     | Marcus Oswald von Wolkenstein          |  |  |       |  |  |                                                 |  |  |                                                 |  |
|                                                         |                                   | Anna Margareta von Wolkenstein                                     | Marcus Oswald von Wolkenstein          |  |  |       |  |  |                                                 |  |  |                                                 |  |
|                                                         |                                   | Anna Margareta von Wolkenstein                                     | Anna Maria Khuen von Belasi            |  |  |       |  |  |                                                 |  |  |                                                 |  |
|                                                         |                                   | Anna Margareta von Wolkenstein                                     |                                        |  |  |       |  |  |                                                 |  |  |                                                 |  |